# Diemieu Żadrajew
Diemieu Nurdauletowicz Żadrajew (ros. Демеу Нурдаулетович Жадраев; ur. 2 listopada 1989) – kazachski zapaśnik walczący w stylu klasycznym. Dwukrotny olimpijczyk.  Srebrny medalista olimpijski z Paryża 2024 w kategorii 77 kg, a także zajął dziewiąte miejsce w Tokio 2020 w tej samej wadze. Wicemistrz świata w 2017; piąty w 2023 roku. 
Zdobył srebrny medal na mistrzostwach Azji w 2018; brązowy w 2015, 2019 i 2021. Akademicki wicemistrz świata z 2016. Trzeci na wojskowych MŚ w 2013. Siódmy w Pucharze Świata w 2014 i 2017 roku.